# Paul Agostino
Paul Agostino (ur. 9 czerwca 1975 w Adelaide) – australijski piłkarz, który występował na pozycji napastnika.

## Kariera klubowa
Karierę piłkarską Agostino rozpoczął w klubie Salisbury United, ale przygodę z seniorską piłką rozpoczął w rodzinnej Adelajdzie, w tamtejszym klubie West Adelaide SC. W 1991 roku zadebiutował w National Soccer League, ale w lidze australijskiej spędził rok. W 1992 roku wyjechał do Europy i został zawodnikiem szwajcarskiego BSC Young Boys ze stolicy kraju, Berna. W Young Boys spędził 2,5 sezonu, jednak był rezerwowym napastnikiem. W 1995 roku odszedł do Yverdon-Sport FC, ale już latem wyjechał do angielskiego Bristolu City. Przez dwa lata występował na boiskach angielskiej Division Two.
Latem 1997 roku Agostino przeszedł do niemieckiego TSV 1860 Monachium. 22 sierpnia zadebiutował w niemieckiej Bundeslidze w przegranym 0:1 domowym spotkaniu z Hansą Rostock. Natomiast 19 listopada tamtego roku zdobył pierwszego gola w lidze, a TSV 1860 wygrało 1:0 z 1. FC Köln. W 2000 roku zajął z klubem z Monachium 4. miejsce w lidze, najwyższe za czasów swoich występów w lidze niemieckiej. W sezonie 2000/2001 był najlepszym strzelcem „Lwów” w lidze i uzyskał swój najlepszy dorobek bramkowy w Bundeslidze – strzelił 12 goli. W 2004 roku spadł z TSV 1860 do 2. Bundesligi i w niej występował do końca sezonu 2007/2008. Łącznie w barwach tego klubu rozegrał 187 meczów i zdobył 46 goli.
Latem 2007 Agostino wrócił do Australii i został piłkarzem Adelaide United. W A-League swój debiut zaliczył 25 sierpnia w zremisowanym 2:2 wyjazdowym spotkaniu z Queensland Roar. Z powodu kontuzji grał w małej liczbie meczów i zapowiedział zakończenie kariery po sezonie 2008/2009.
| Sezon   | Klub               | Kraj       | Rozgrywki              | Mecze | Bramki |
| ------- | ------------------ | ---------- | ---------------------- | ----- | ------ |
| 1991/92 | West Adelaide SC   | Australia  | National Soccer League | 17    | 6      |
| 1992/93 | BSC Young Boys     | Szwajcaria | Nationalliga A         | 12    | 2      |
| 1993/94 | BSC Young Boys     | Szwajcaria | Nationalliga A         | 14    | 1      |
| 1994/95 | BSC Young Boys     | Szwajcaria | Nationalliga A         | 3     | 0      |
| 1994/95 | Yverdon-Sport FC   | Szwajcaria | Nationalliga B         | 15    | 6      |
| 1995/96 | Bristol City       | Anglia     | Division Two           | 40    | 10     |
| 1996/97 | Bristol City       | Anglia     | Division Two           | 44    | 9      |
| 1997/98 | TSV 1860 Monachium | Niemcy     | Bundesliga             | 16    | 4      |
| 1998/99 | TSV 1860 Monachium | Niemcy     | Bundesliga             | 7     | 0      |
| 1999/00 | TSV 1860 Monachium | Niemcy     | Bundesliga             | 17    | 4      |
| 2000/01 | TSV 1860 Monachium | Niemcy     | Bundesliga             | 27    | 12     |
| 2001/02 | TSV 1860 Monachium | Niemcy     | Bundesliga             | 19    | 6      |
| 2002/03 | TSV 1860 Monachium | Niemcy     | Bundesliga             | 12    | 0      |
| 2003/04 | TSV 1860 Monachium | Niemcy     | Bundesliga             | 22    | 5      |
| 2004/05 | TSV 1860 Monachium | Niemcy     | 2. Bundesliga          | 31    | 7      |
| 2005/06 | TSV 1860 Monachium | Niemcy     | 2. Bundesliga          | 31    | 9      |
| 2006/07 | TSV 1860 Monachium | Niemcy     | 2. Bundesliga          | 4     | 0      |
| 2007/08 | Adelaide United    | Australia  | A-League               | 10    | 4      |
| 2008/09 | Adelaide United    | Australia  | A-League               | 10    | 0      |

## Kariera reprezentacyjna
W reprezentacji Australii Agostino zadebiutował 24 kwietnia 1996 roku w przegranym 0:3 towarzyskim spotkaniu z Chile. Do 2005 roku wystąpił w kadrze narodowej 20 razy i zdobył 9 goli. W swojej karierze grał także w reprezentacji U-17, reprezentacji U-20 i U-23. Z pierwszą z nich wystąpił w 1991 roku na mistrzostwach Świata U-17, a z drugą na młodzieżowych mistrzostwach Świata 1993. Natomiast z drużyną U-23 wziął udział na Igrzyskach Olimpijskich w Atlancie w 1996 roku.